# KTM 450 Rally Replica
La KTM 450 Rally Replica è una motocicletta prodotta dalla casa austriaca KTM a partire dal 2011, specificamente per competere nel Rally Dakar del quale ha vinto nove edizioni consecutivamente (dal 2011 al 2019) su dieci partecipazioni.

## Storia
La motocicletta è stata presentata nel 2011 ed era inizialmente una versione aggiornata della KTM 690 Rally dotata di un motore di cilindrata inferiore per rispettare un cambio nel regolamento tecnico introdotto nel Rally Dakar 2011.
Nel 2014 ha subito un importante aggiornamento, che ha visto la sua totale riprogettazione per renderla più leggera, più agile e per migliorare la sua tenuta di strada.
Nel 2019 è stato presentato un ulteriore aggiornamento che ha migliorato la distribuzione del peso. In particolare sono stati introdotti un nuovo forcellone, una nuova catena, un nuovo ammortizzatore, un nuovo cambio, un nuovo serbatoio e una nuova sella. Sono stati inoltre introdotti aggiornamenti alla marmitta (prodotta dalla Akrapovič), che è stata accorciata e alleggerita, alla testata, per permettere una maggiore potenza, al sistema di iniezione e alla trasmissione.

## Risultati al Rally Dakar
| 9 | 7 | 6 |